# Grande purge Jedi
« Ordre 66 » redirige ici. Pour le roman, voir Republic Commando.
La Grande purge Jedi, déclenchée par l'ordre 66, se déroule dans l'univers de Star Wars. Il s'agit du massacre des Jedi commis par les Sith, la République galactique puis l'Empire galactique dans toute la Galaxie.
À la fin de la guerre des clones, les Jedi découvrent que le chancelier suprême Palpatine est le seigneur Sith connu sous le nom de Dark Sidious. Un groupe de maîtres Jedi est envoyé pour l'arrêter. Cependant ils échouent et périssent, à la suite de l'intervention d'Anakin Skywalker. Celui-ci devient le nouvel apprenti de Dark Sidious et se fait dès lors appeler Dark Vador. Sidious décide d'éliminer tous les Jedi en ordonnant aux soldats clones d'exécuter l'ordre 66. Cet ordre les contraint à se retourner contre les Jedi et à les tuer.
Pratiquement tous les Jedi sont exterminés, les quelques survivants ne sont qu'une poignée, parmi lesquels Obi-Wan Kenobi et Yoda. La disparition de l'ordre Jedi permet à Palpatine de transformer la République en un nouvel Empire galactique.
La Grande purge Jedi est visible dans le film La Revanche des Sith sorti en 2005. Elle est également représentée dans les séries télévisées The Clone Wars, The Bad Batch, Obi-Wan Kenobi, Rebels, Le Livre de Boba Fett et The Mandalorian, dans les mises en roman du film dans lequel elle apparaît, ainsi que dans plusieurs romans, jeux vidéo et bandes dessinées.

## Univers

Un sabre laser bleu, arme des Jedi et un sabre laser rouge, arme des Sith.

L'univers de Star Wars se déroule dans une galaxie habitée par des humains et de nombreuses espèces extraterrestres. Elle est le théâtre d'affrontements entre les chevaliers Jedi et les seigneurs noirs des Sith, personnes sensibles à la Force, un champ énergétique mystérieux leur procurant des pouvoirs psychiques. Les Jedi maîtrisent le côté lumineux de la Force, pouvoir bénéfique et défensif, pour maintenir la paix dans la galaxie. Les Sith utilisent le côté obscur, pouvoir nuisible et destructeur, pour leurs usages personnels et pour dominer la galaxie.
Depuis le rachat de la société Lucasfilm par la Walt Disney Company, il existe deux univers Star Wars : le « Légendes » et l'« Officiel ». Ils ont pour point commun les six premiers films et la série télévisée The Clone Wars. L'univers Légendes reprend en plus les histoires complémentaires présentées dans des livres, des bandes dessinées, des téléfilms ou des jeux sortis avant 2014. L'univers Officiel reprend, lui, les histoires des films et des autres supports parus depuis 2014,.

## Contexte
Vers 1 000 av. BY, Dark Bane réorganise l'ordre Sith et établit la règle des Deux. Celle-ci veut que les Sith ne soient que deux : le maître et l'apprenti. Dès lors ils se cachent du reste de la galaxie.
En 32 av. BY, le seigneur Sith Dark Sidious, nom alias de Sheev Palpatine, parvient secrètement à prendre le contrôle de la Fédération du commerce. Il les pousse à envahir Naboo, monde dont il est le représentant au Sénat galactique. Son apprenti, Dark Maul, traque la reine de Naboo, Padmé Amidala, jusque sur Tatooine où il croise la route de deux Jedi, Obi-Wan Kenobi et son maître Qui-Gon Jinn. Lors de la bataille de Naboo, les Sith se révèlent finalement. Maul se lance dans un duel contre les deux Jedi dans le générateur de la capitale. Obi-Wan parvient à le vaincre peu de temps après que son maître ait été tué. Cette crise sur Naboo permet à Palpatine de faire destituer Finis Valorum et de prendre sa place en tant que chancelier suprême de la République galactique.
Dans les années qui suivent, Sidious se trouve un nouvel apprenti : le Comte Dooku alias Dark Tyranus, un ancien chevalier Jedi. Celui-ci manipule le maître Jedi Sifo-Dyas pour qu'il commande secrètement une armée de clones pour la République sur Kamino. Tyranus le tue, efface toute trace de Kamino des archives Jedi, et recrute le chasseur de primes Jango Fett pour servir de modèle aux soldats clones,.
Dark Tyranus utilise son influence pour convaincre des milliers de mondes de quitter la République galactique. Il les unit et devient le dirigeant de cette nouvelle organisation qui prend le nom de Confédération des systèmes indépendants.
En 22 av. BY, les Jedi découvrent l'armée de clones destinée à la République sur Kamino. Ils apprennent également grâce à Obi-Wan Kenobi que les séparatistes se dotent d'une immense armée de droïdes de combat sur Géonosis. Le Sénat de la République qui vient d'octroyer les pleins pouvoirs au chancelier suprême Palpatine, décide l'envoi d'une force d'intervention composée de Jedi et de soldats clones sur Géonosis. Ainsi débute la guerre des clones qui oppose la République galactique et les Jedi, à la Confédération des systèmes indépendants et aux Sith.

## Prélude
En 19 av. BY, lors de la bataille de Coruscant, Dark Tyranus et le général Grievous capturent le chancelier suprême Palpatine et l'emmènent dans leur vaisseau amiral en orbite autour de la planète. Les chevaliers Jedi Obi-Wan Kenobi et Anakin Skywalker ont pour mission de le secourir. Lors d'un duel contre Tyranus, Anakin le tue après en avoir été prié par Palpatine. Ce dernier se retrouve dès lors sans apprenti.
Après s'être rapproché d'Anakin et être devenu son ami, Palpatine tente de l'attirer dans le côté obscur de la Force. Il utilise la peur qu'il a de perdre son épouse Padmé Amidala après en avoir rêvé à plusieurs reprises. Le seigneur Sith lui révèle même son identité secrète. Anakin en informe immédiatement le conseil Jedi, et un petit groupe de maîtres Jedi mené par Mace Windu part arrêter le chancelier. Bien que ses compagnons périssent un à un, tués par le seigneur Sith, maître Windu parvient à prendre le dessus. Cependant, Anakin intervient et tranche la main de Mace Windu, et Sidious en profite pour le projeter à travers la fenêtre, le tuant par la même occasion.

## Localisations

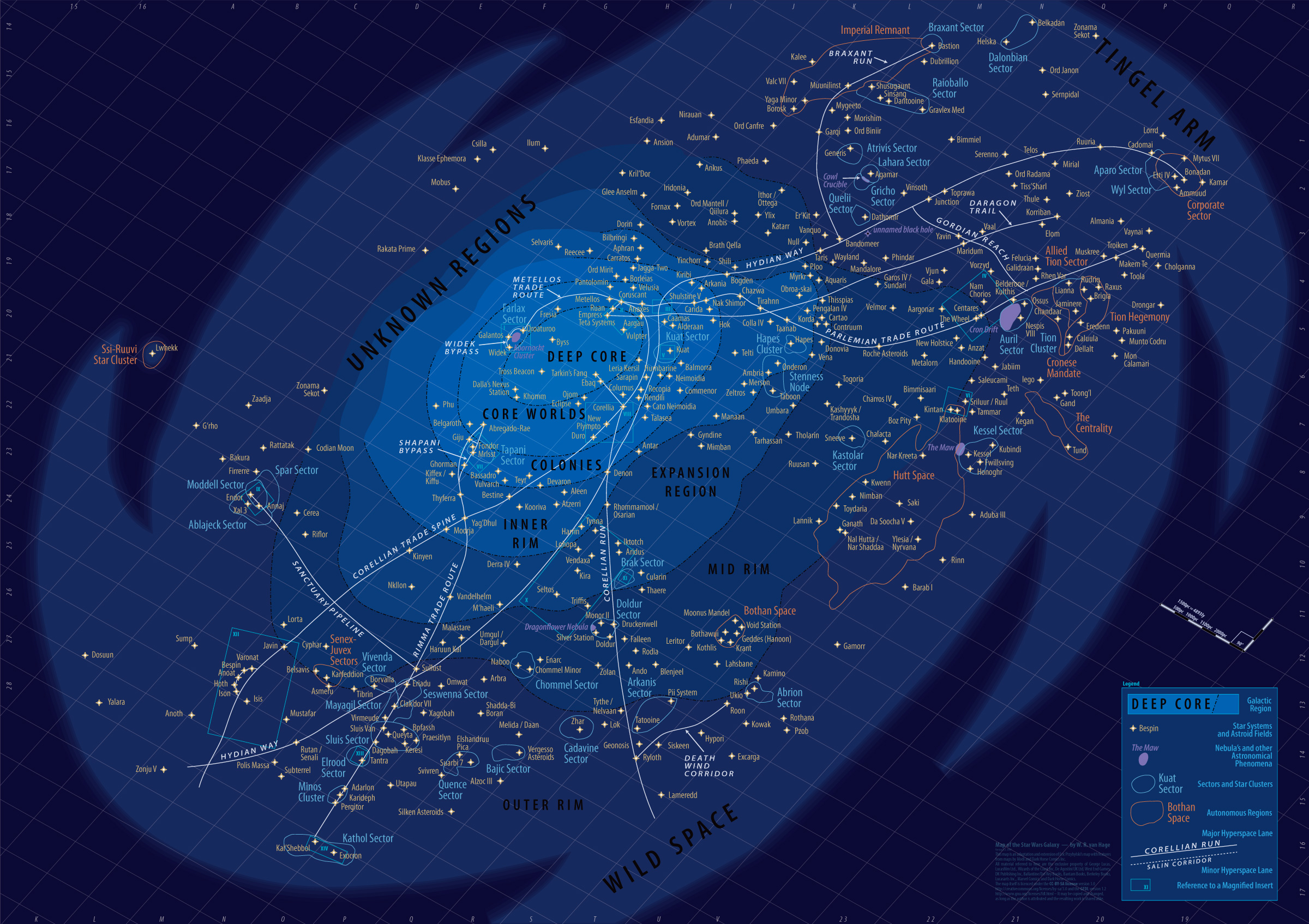
Les massacres de Jedi ont lieu dans toute la galaxie de Star Wars.

La Grande purge Jedi a principalement lieu au temple Jedi de Coruscant. En effet, c'est là que se trouvent les novices, les apprentis et tous ceux qui ne sont pas sur les champs de bataille. Elle a également lieu sur ces derniers qui sont éparpillés un peu partout dans la galaxie. Elle se déroule alors par exemple sur les planètes Kashyyyk, Utapau ou encore Mygeeto.

## Forces en présences

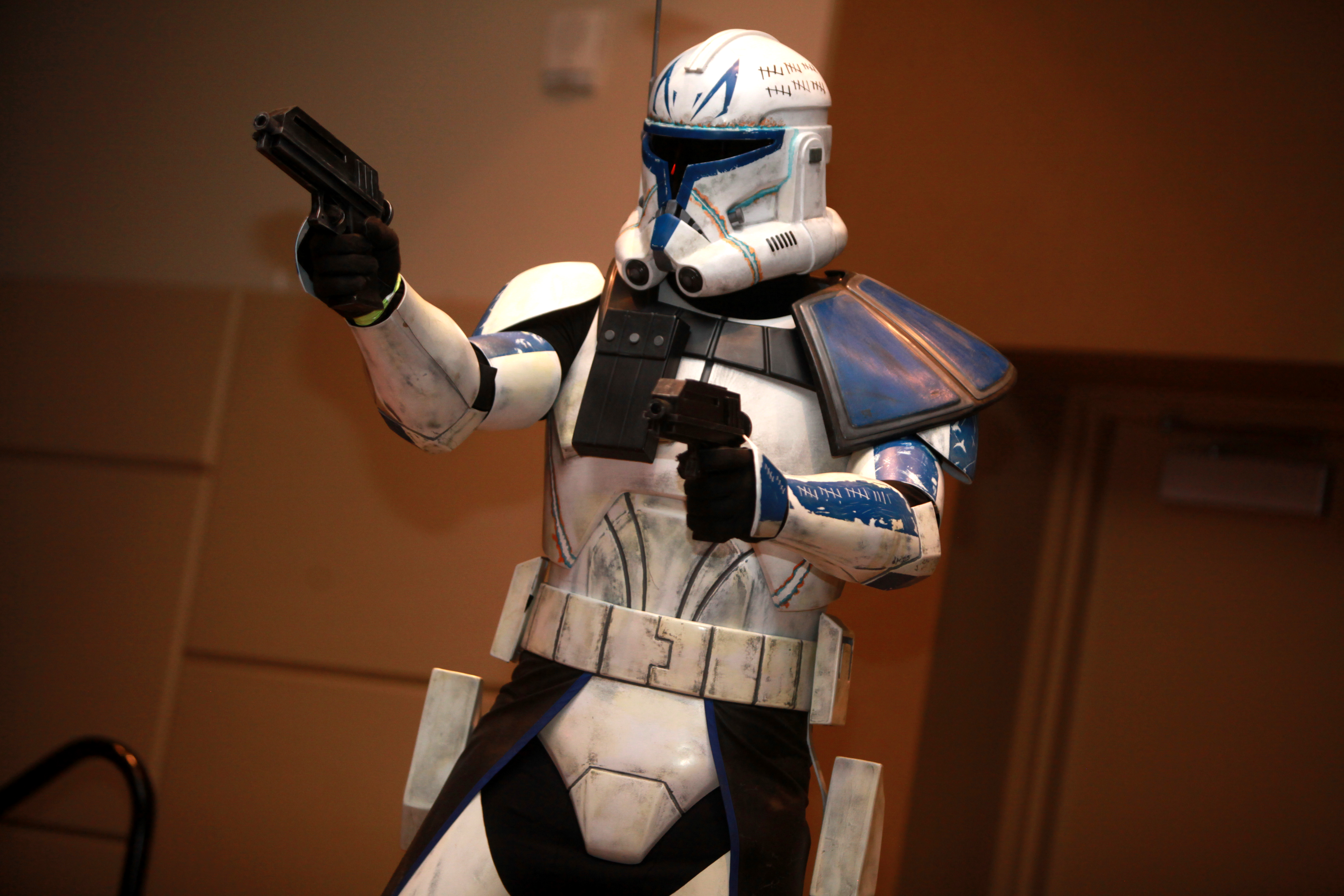
Cosplay du capitaine Rex, un soldat clone de la légion.

Le camp dirigé par Palpatine est composé de deux seigneurs Sith : lui-même et son nouvel apprenti Dark Vador. Ils sont armés de sabres laser et ils maîtrisent le côté obscur de la Force. Il est également à la tête de la Grande armée de la République composée d'environ trois-millions de soldats clones. Ceux-ci sont créés à partir de l'ADN du chasseur de primes Jango Fett. Ils sont conçus pour vieillir plus rapidement qu'un humain normal et pour ne jamais remettre en cause les ordres. Ils disposent pour cela d'une puce inhibitrice située dans le cerveau qui les contraint à obéir. Durant l'ère impériale, Vador dirige l'Inquisitorius qui est composé de douze inquisiteurs chargés de traquer les derniers Jedi. Il s'agit principalement d'anciens Jedi convertis au côté obscur de la Force.

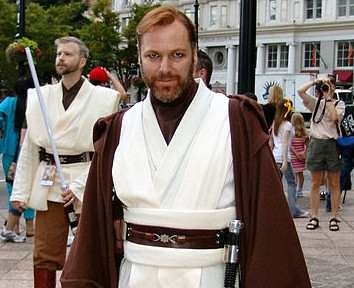
Cosplay du maître Jedi Obi-Wan Kenobi.

Le camp des Jedi est composé d'environ dix mille membres. Il s'agit de guerriers garants de la paix et de la démocratie, armés de sabres laser et qui maîtrisent le côté lumineux de la Force. Quand la Grande purge commence, le Conseil des Jedi ne compte plus que cinq membres sur les douze qui le composaient auparavant. En effet, les autres sont tués, présumés morts ou ont quitté l'ordre Jedi. Les autres sont soit des chevaliers Jedi, soit des initiés ou des padawans qui ont encore besoin d'entraînement avant de pouvoir aller au combat.

## Déroulement

### Ordre 66
Immédiatement après sa tentative d'arrestation par les Jedi, Dark Sidious fait d'Anakin Skywalker son nouvel apprenti et le nomme « Dark Vador ». Il le somme ensuite d'aller au temple Jedi afin de tous les éliminer. Après cela, il passe des transmissions auprès de tous les commandants clones dans la galaxie, leur demandant d'« exécuter l'ordre 66 ». Cet ordre contraint les soldats clones à se retourner contre les Jedi et à les tuer.

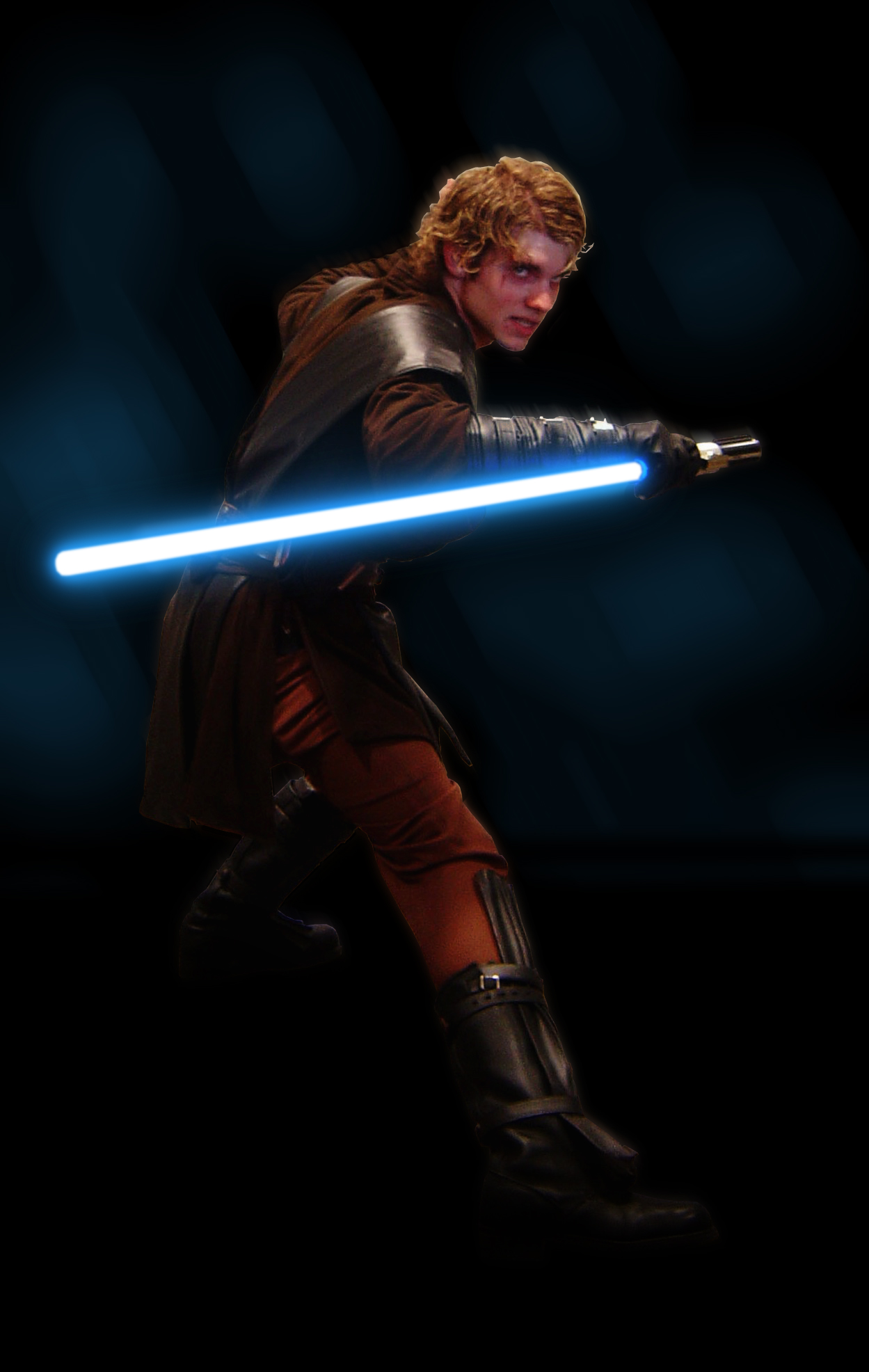
Cosplay du seigneur Sith Dark Vador tel qu'il est représenté durant la Grande purge Jedi.

Accompagné de la 501e légion de soldats clones, Dark Vador pénètre dans le temple Jedi sur Coruscant. Ils y massacrent tous ses occupants, les chevaliers Jedi, comme les apprentis et les novices. Ils diffusent également un message à destination des Jedi éparpillés dans la galaxie leur expliquant que la guerre est finie et qu'ils doivent rentrer au temple.
Sur Cato Neimoidia, Mygeeto et Saleucami, les clones éliminent Plo Koon, Ki-Adi-Mundi et Stass Allie, des membres du Conseil. Sur Kashyyyk, Yoda parvient à tuer les soldats qui étaient sur le point de s'en prendre à lui, puis avec l'aide de Chewbacca il s'échappe de la planète. Sur Utapau, les clones qui étaient sous les ordres d'Obi-Wan Kenobi le touchent sans le blesser, il réussit à s'échapper et à rejoindre Yoda.
Sur Kaller, le Bad Batch, une escouade d'élite composée de soldats clones génétiquement modifiés, prête main-forte à la maître Jedi Depa Billaba et son padawan Caleb Dume lorsqu'il leur est ordonné d'exécuter l'ordre 66. Étant différent des autres clones, leurs puces inhibitrices ne sont pas fonctionnelles (à l'exception de celle de Crosshair), ils refusent d'obéir mais ne peuvent sauver Billaba. Ils permettent cependant à Dume de s'échapper,.
L'ordre 66 n'a pas uniquement concerné les Jedi. Ainsi, lorsque le commandant Rex et ses troupes se dirigent vers Coruscant après avoir capturé Maul à la suite du siège de Mandalore, il leur ordonne d'exécuter l'ancien Sith Maul et Ahsoka Tano,. Cette dernière n'est pourtant plus une Jedi depuis quelque temps, elle reste cependant leur alliée.

### Sous l'Empire
Dark Sidious crée l'Inquisitorius, une division placée sous la direction du Grand Inquisiteur puis de Dark Vador. Cette organisation a pour but de traquer les Jedi et autres utilisateurs de la Force qui ont survécu à l'ordre 66.
Sur Raada, un membre de l'Inquisitorius, le Sixième Frère, enquête sur la présence d'une personne sensible à la Force. Il s'agit d'Ahsoka Tano qui vient en aide à des résistants. Elle parvient à le vaincre lors d'un duel et lui dérobe ses sabres laser. Elle n'en garde que les cristaux kyber qui donnent à ses sabres des lames blanches. À la suite de ces évènements, elle rejoint l'Alliance rebelle.
En 14 av. BY, L'inquisitorius enquête sur un ancien padawan du nom de Cal Kestis qui se cache sur Bracca. Celui-ci parvient à s'échapper avant que la Deuxième Sœur ne l'arrête. Il est aidé par Cere, une ancienne Jedi qui est à la recherche d'un holocron qui contient des informations sur les jeunes êtres sensibles à la Force partout dans la Galaxie. Cet holocron a été caché par Eno Cordova, le maître Jedi de Cere. La Deuxième Sœur le retrouve sur Zeffo où il explore les ruines d'une ancienne civilisation, mais il parvient à prendre la fuite. Cependant il se fait remarquer sur Kashyyyk où il participe à des actes de résistance auprès de Saw Gerrera. Cal y affronte la Neuvième Sœur dans les branches d'un arbre géant wroshyr et la vainc. Il est rattrapé par la Deuxième Sœur sur Bogano qui s'empare de l'holocron. Il la retrouve sur Nur où se trouve la Forteresse de l'Inquisitorius. Il affronte la Deuxième Sœur mais elle est tuée par Dark Vador qui affronte l'ancien padawan. Celui-ci récupère l'holocron et s'échappe,.
La Grande purge Jedi prend fin en 3 av. BY sur Malachor,. L'ancienne Jedi Ahsoka Tano, accompagnée d'Ezra Bridger et de son maître Kanan Jarrus y explorent un ancien temple Sith afin d'en savoir plus sur l'Inquisitorius. Cependant, ils tombent dans un piège de Dark Vador, lui et Ahsoka s'affrontent en duel, permettant à Ezra et Kanan de s'échapper. Ce combat finit sans gagnant, en effet, l'ancienne Jedi en est extirpée par Ezra qui l'emmène dans le « Monde entre les Mondes » où il est possible de se déplacer dans l'espace et le temps.

## Bilan
La Grande purge Jedi est un succès pour Dark Sidious. En effet, presque tous les Jedi sont tués dans les heures qui suivent l'exécution de l'ordre 66. Il n'en reste qu'une poignée de survivants, parmi lesquels les maîtres Jedi Obi-Wan Kenobi, Yoda et Quinlan Vos, les padawans ou novices Caleb Dume, Cal Kestis, Gungi et Grogu,. Au moins 18 Jedi ou padawans ont survécu à l'Ordre 66.
Certains soldats clones n'ont pas obéi à l'ordre 66. Il s'agit notamment des membres du Bad Batch, parce qu'ils sont génétiquement modifiés et que leurs puces inhibitrices ne sont pas fonctionnelles, et du commandant Rex, dont la puce a été retirée par Ahsoka Tano. Ils ont ainsi pu aider des membres de l'ordre Jedi ou ses alliés à s'échapper.

## Conséquences
Dark Vador est envoyé sur Mustafar afin d'éliminer les chefs séparatistes. Dans le même temps, leur armée principalement composée de droïdes de combat, est démobilisée et désactivée. La guerre prend officiellement fin lors d'une session extraordinaire du Sénat galactique, le chancelier suprême Palpatine annonce que la guerre des clones est finie, et discrédite l'ordre Jedi qui a essayé de l'assassiner. Ceux-ci n'étant plus là pour protéger la République et ses valeurs démocratiques, il en profite pour proclamer l'Empire galactique et se nomme empereur.
Le temple Jedi change de fonction, il devient la résidence officielle de l'Empereur et est renommé « Palais impérial ». Il s'en sert pour organiser des bals et des réceptions, mais également de forteresse pour y conserver des artefacts Sith.
Les nombreux cristaux kyber, placés dans les sabres laser des Jedi, alors mis à disposition grâce à l'exécution de leurs propriétaires, permettent à l'Empire d'avancer dans son projet d'Étoile de la mort. En effet, l'ingénieur impérial Galen Erso peut dès lors travailler plus facilement sur l'élaboration de ce qui devient ensuite à son insu le superlaser de la station spatiale.

## Concept et création
L'idée de la Grande purge Jedi apparaît dans les premiers brouillons d’Un nouvel espoir écrits par George Lucas dans les années 1970. Il y est fait référence à un conflit à la fin duquel des « chevaliers noirs des Sith » exterminent les « Bendu Jedi d'Ashla », les protecteurs de la « Republica Galactica ».
La scène où les soldats clones exécutent l'ordre 66 et où Dark Vador attaque le temple Jedi, est accompagnée du morceau Anakin's Betrayal. Ce thème composé par John Williams, est présent dans l'album de La Revanche des Sith sorti en 2005.

## Adaptation
En plus de ses apparitions officielles dans les romans, mises en roman, films et séries télévisées, la Grande purge Jedi apparaît dans d'autres produits dérivés de l'univers Star Wars.

### Figurines
En 2011, Attakus sort une série de figurines limitées à 1 500 exemplaires, parmi lesquelles celles des commandants Gree et Bly. Le premier est représenté alors qu'il reçoit la transmission de Palpatine pour exécuter l'ordre 66, le second, alors qu'il ouvre le feu sur la Jedi Aayla Secura,. La figurine du commandant Cody recevant la transmission de Palpatine n'a été produite qu'à 750 exemplaires.

## Accueil
Le morceau Anakin's Betrayal de la bande originale de La Revanche des Sith est l'un des dix thèmes de Star Wars les plus écoutés sur le service de streaming musical Spotify. Ainsi en 2015, il se classe à la neuvième position. En 2017, il monte dans le classement et passe à la sixième place. En décembre 2005, il est nommé au Grammy Award de la meilleure composition instrumentale,.

## Analyse
La Grande purge Jedi se rapproche en plusieurs points de la nuit des Longs Couteaux de 1934. Palpatine et la République galactique suivent un chemin similaire à Hitler et la République de Weimar, menant respectivement à l'Empire galactique et au Troisième Reich. La Sturmabteilung sert d'inspiration à l'ordre Jedi pour cet événement. En effet, le dirigeant décide de se débarrasser de personnalités puissantes qui risquent de l'empêcher de s'accaparer les pouvoirs et exécute la majorité de son plan en un court laps de temps. Dans les deux cas, il finit par annoncer officiellement qu'il a été victime de coup d'État pour justifier cette purge,.